# Університет Арктики
Університе́т А́рктики — міжнародний проект, який об'єднує університети, коледжі, науково-дослідні інститути та інші організації, що працюють у академічній сфері в Арктичному регіоні, у єдину мережу. Університет Арктики створено у 2001 році.

## Структура
Університет Арктики об'єднує 185 установ, 135 із яких є освітніми, що розташовуються у 50 країнах із приполярними територіями. Географічний розподіл їх виглядає так: Канада (43), Данія (13), Фінляндія (18), Ісландія (10), Норвегія (17), Російська Федерація (55), Швеція (7), Сполучені Штати Америки (27), а також Університет Північно-Шотландського нагір'я та островів.

## Завдання
Завданнями Університету Арктики є:
- підтримка мешканців Півночі шляхом підготовки кадрів через систему вищої освіти;
- знищення перешкод на шляху до вищої освіти для створення можливостей для мешканців полярних регіонів;
- розвиток ініціатив з соціального партнерства, особливо тих, що відповідають інтересам корінних народів;
- створення спільних знань та забезпечення обговорення спільних проблем, пов'язаних із циркумполярною Північчю;
- формування спільної регіональної самосвідомості, за умови збереження регіонального розмаїття;
- посилення ролі циркумполярної Півночі у світі, поширення знань про Арктику.

Одним із напрямів діяльності Університету Арктики є програма підготовки для здобуття ступеня бакалавра полярних наук (англ. Bachelor of Circumpolar Studies), запроваджена в ряді членів цього об'єднання.